# Nils Elten
Nils Eike Elten (* 12. Juni 2003 in Iserlohn) ist ein deutscher Eishockeyspieler, der seit seiner Jugendzeit bei den Iserlohn Roosters aus der Deutschen Eishockey Liga (DEL) unter Vertrag steht und dort seit Juli 2025 auf der Position des Verteidigers spielt. Zuvor war Elten per Förderlizenz für die Dresdner Eislöwen und Lausitzer Füchse in der DEL2 aktiv.

## Karriere
Nils Elten durchlief alle Altersklassen im Nachwuchsbereich des Iserlohner EC bis hin zum U20-Team. Als 17-Jähriger erhielt er von seinem Heimatverein im Jahr 2020 dann den ersten Profivertrag. Er bestritt in der Spielzeit 2020/21 seine ersten sechs Spiele für die Iserlohn Roosters in der Deutschen Eishockey Liga (DEL) und kam parallel weiter beim DNL2-Team der Young Roosters sowie per Förderlizenz auch beim Herner EV 2007 in der drittklassigen Oberliga zum Einsatz. Auch die folgenden beiden Spielzeiten verbrachte er größtenteils bei Iserlohns Kooperationspartner in Herne. Im Frühjahr 2023 war er zudem maßgeblich daran beteiligt, dass sich die Young Roosters in den Playoffs der DNL2 durchsetzten und das U20-Team in die DNL aufstieg.
Um weiter Spielpraxis zu sammeln, wurde der Verteidiger für die Saison 2023/24 wiederum über eine Förderlizenz an die Dresdner Eislöwen aus der DEL2 ausgeliehen. In der Spielzeit 2024/25 wurde er auf gleiche Weise an deren Ligakonkurrenten Lausitzer Füchse ausgeliehen.

### International
Nachdem Nils Elten schon zur Junioren-Weltmeisterschaft 2022 für die U20-Nationalmannschaft nominiert worden war, nahm er in derselben Altersklasse auch an der Weltmeisterschaft 2023 teil. In beiden Turnieren erreichte die deutsche Mannschaft jeweils das Viertelfinale.

## Erfolge und Auszeichnungen
- 2023 Aufstieg in die DNL mit dem Iserlohner EC

## Karrierestatistik
Stand: Ende der Saison 2024/25

### International
Vertrat Deutschland bei:
- U20-Junioren-Weltmeisterschaft 2022
- U20-Junioren-Weltmeisterschaft 2023

(Legende zur Spielerstatistik: Sp oder GP = absolvierte Spiele; T oder G = erzielte Tore; V oder A = erzielte Assists; Pkt oder Pts = erzielte Scorerpunkte; SM oder PIM = erhaltene Strafminuten; +/− = Plus/Minus-Bilanz; PP = erzielte Überzahltore; SH = erzielte Unterzahltore; GW = erzielte Siegtore; 1 Play-downs/Relegation; Kursiv: Statistik nicht vollständig)